# Moeraswallaby
De moeraswallaby (Wallabia bicolor) is een kleine kangoeroe tot maximaal 85 cm van neuspunt tot staartaanzet met een staart van maximaal 86 cm, die van nature voorkomt in het oosten van Australië. Mannetjes zijn groter en ongeveer 30% zwaarder dan vrouwtjes. Het dier is bedekt met een vacht die donkerbruin is op de rugzijde en geel tot oranjebruin op de buikkant. Het gezicht is donker, vaak met een witte streep, en de oren zijn zwart. Hij springt met zijn kop en schouders laag en de staart horizontaal gehouden. Moeraswallaby's zijn herbivoren die zich voeden met de bladeren van struiken, varens, grassen en ondergrondse paddenstoelen. Ze zijn overdag actief, maar zijn schuw en meestal solitair. Hij leeft tussen de dichte ondergroei in bos en struikgewas. De moeraswallaby is het enige levende lid van het geslacht Wallabia.

## Taxomomie
De moeraswallaby werd voor het eerst wetenschappelijk beschreven door Anselme Gaëtan Desmarest in 1804 die het dier Kangurus bicolor noemde. René Primevère Lesson en Prosper Garnot gaven de soort in 1827 de naam Kangurus ualabatus. In 1937 gaf John Edward Gray de soort de naam Halmaturus lessonii. De Duitse paleontoloog en zoöloog Johann Andreas Wagner beschreef een exemplaar en gaf dat de naam Halmaturus nemoralis in 1942. In 1867 voegde Gerard Krefft daar Halmaturus mastersii aan toe. Albert Günther beschreef een nieuwe soort op basis van een balg en een schedel als Halmaturus apicalis in 1874. Édouard Louis Trouessart creëerde voor deze soort in 1905 het nieuwe geslacht Wallabia en de nieuwe combinatie Wallabia bicolor, de naam die ook nu nog wordt gebruikt. In 1909 deelden de Britse zoölogen Michael Rogers Oldfield Thomas en Guy Dollman de soort in bij het geslacht Macropus en maakten de nieuwe combinatie Macropus ualabatus. Albert Heber Longman onderscheidde in 1922 een vorm onder de naam Macropus welsbyi.

### Verwantschap
Vergelijking van homoloog DNA heeft meer inzicht gegeven in de verwantschap van de moeraswallaby. De moeraswallaby is het meest verwant aan de soorten van het geslacht Notamacropus.
|  | †oostelijke Irmawallaby |
|  |                         |
|  | Irmawallaby             |
|  |                         |

|  | tammarwallaby |
|  |               |
|  | zandwallaby   |
|  |               |

|  | witwangwallaby                                                    |
|  |                                                                   |
|  | \| \| parmawallaby \| \| \| \| \| \| aalstreepwallaby \| \| \| \| |
|  |                                                                   |
|  | parmawallaby                                                      |
|  |                                                                   |
|  | aalstreepwallaby                                                  |
|  |                                                                   |

|  | parmawallaby     |
|  |                  |
|  | aalstreepwallaby |
|  |                  |

|  | tammarwallaby |
|  |               |
|  | zandwallaby   |
|  |               |

|  | witwangwallaby                                                    |
|  |                                                                   |
|  | \| \| parmawallaby \| \| \| \| \| \| aalstreepwallaby \| \| \| \| |
|  |                                                                   |
|  | parmawallaby                                                      |
|  |                                                                   |
|  | aalstreepwallaby                                                  |
|  |                                                                   |

|  | parmawallaby     |
|  |                  |
|  | aalstreepwallaby |
|  |                  |

|  | tammarwallaby |
|  |               |
|  | zandwallaby   |
|  |               |

|  | witwangwallaby                                                    |
|  |                                                                   |
|  | \| \| parmawallaby \| \| \| \| \| \| aalstreepwallaby \| \| \| \| |
|  |                                                                   |
|  | parmawallaby                                                      |
|  |                                                                   |
|  | aalstreepwallaby                                                  |
|  |                                                                   |

|  | parmawallaby     |
|  |                  |
|  | aalstreepwallaby |
|  |                  |

|  | tammarwallaby |
|  |               |
|  | zandwallaby   |
|  |               |

|  | witwangwallaby                                                    |
|  |                                                                   |
|  | \| \| parmawallaby \| \| \| \| \| \| aalstreepwallaby \| \| \| \| |
|  |                                                                   |
|  | parmawallaby                                                      |
|  |                                                                   |
|  | aalstreepwallaby                                                  |
|  |                                                                   |

|  | parmawallaby     |
|  |                  |
|  | aalstreepwallaby |
|  |                  |

|  | †oostelijke Irmawallaby |
|  |                         |
|  | Irmawallaby             |
|  |                         |

|  | tammarwallaby |
|  |               |
|  | zandwallaby   |
|  |               |

|  | witwangwallaby                                                    |
|  |                                                                   |
|  | \| \| parmawallaby \| \| \| \| \| \| aalstreepwallaby \| \| \| \| |
|  |                                                                   |
|  | parmawallaby                                                      |
|  |                                                                   |
|  | aalstreepwallaby                                                  |
|  |                                                                   |

|  | parmawallaby     |
|  |                  |
|  | aalstreepwallaby |
|  |                  |

|  | tammarwallaby |
|  |               |
|  | zandwallaby   |
|  |               |

|  | witwangwallaby                                                    |
|  |                                                                   |
|  | \| \| parmawallaby \| \| \| \| \| \| aalstreepwallaby \| \| \| \| |
|  |                                                                   |
|  | parmawallaby                                                      |
|  |                                                                   |
|  | aalstreepwallaby                                                  |
|  |                                                                   |

|  | parmawallaby     |
|  |                  |
|  | aalstreepwallaby |
|  |                  |

|  | tammarwallaby |
|  |               |
|  | zandwallaby   |
|  |               |

|  | witwangwallaby                                                    |
|  |                                                                   |
|  | \| \| parmawallaby \| \| \| \| \| \| aalstreepwallaby \| \| \| \| |
|  |                                                                   |
|  | parmawallaby                                                      |
|  |                                                                   |
|  | aalstreepwallaby                                                  |
|  |                                                                   |

|  | parmawallaby     |
|  |                  |
|  | aalstreepwallaby |
|  |                  |

|  | tammarwallaby |
|  |               |
|  | zandwallaby   |
|  |               |

|  | witwangwallaby                                                    |
|  |                                                                   |
|  | \| \| parmawallaby \| \| \| \| \| \| aalstreepwallaby \| \| \| \| |
|  |                                                                   |
|  | parmawallaby                                                      |
|  |                                                                   |
|  | aalstreepwallaby                                                  |
|  |                                                                   |

|  | parmawallaby     |
|  |                  |
|  | aalstreepwallaby |
|  |                  |

|  | †oostelijke Irmawallaby |
|  |                         |
|  | Irmawallaby             |
|  |                         |

|  | tammarwallaby |
|  |               |
|  | zandwallaby   |
|  |               |

|  | witwangwallaby                                                    |
|  |                                                                   |
|  | \| \| parmawallaby \| \| \| \| \| \| aalstreepwallaby \| \| \| \| |
|  |                                                                   |
|  | parmawallaby                                                      |
|  |                                                                   |
|  | aalstreepwallaby                                                  |
|  |                                                                   |

|  | parmawallaby     |
|  |                  |
|  | aalstreepwallaby |
|  |                  |

|  | tammarwallaby |
|  |               |
|  | zandwallaby   |
|  |               |

|  | witwangwallaby                                                    |
|  |                                                                   |
|  | \| \| parmawallaby \| \| \| \| \| \| aalstreepwallaby \| \| \| \| |
|  |                                                                   |
|  | parmawallaby                                                      |
|  |                                                                   |
|  | aalstreepwallaby                                                  |
|  |                                                                   |

|  | parmawallaby     |
|  |                  |
|  | aalstreepwallaby |
|  |                  |

|  | tammarwallaby |
|  |               |
|  | zandwallaby   |
|  |               |

|  | witwangwallaby                                                    |
|  |                                                                   |
|  | \| \| parmawallaby \| \| \| \| \| \| aalstreepwallaby \| \| \| \| |
|  |                                                                   |
|  | parmawallaby                                                      |
|  |                                                                   |
|  | aalstreepwallaby                                                  |
|  |                                                                   |

|  | parmawallaby     |
|  |                  |
|  | aalstreepwallaby |
|  |                  |

|  | tammarwallaby |
|  |               |
|  | zandwallaby   |
|  |               |

|  | witwangwallaby                                                    |
|  |                                                                   |
|  | \| \| parmawallaby \| \| \| \| \| \| aalstreepwallaby \| \| \| \| |
|  |                                                                   |
|  | parmawallaby                                                      |
|  |                                                                   |
|  | aalstreepwallaby                                                  |
|  |                                                                   |

|  | parmawallaby     |
|  |                  |
|  | aalstreepwallaby |
|  |                  |

|  | †oostelijke Irmawallaby |
|  |                         |
|  | Irmawallaby             |
|  |                         |

|  | tammarwallaby |
|  |               |
|  | zandwallaby   |
|  |               |

|  | witwangwallaby                                                    |
|  |                                                                   |
|  | \| \| parmawallaby \| \| \| \| \| \| aalstreepwallaby \| \| \| \| |
|  |                                                                   |
|  | parmawallaby                                                      |
|  |                                                                   |
|  | aalstreepwallaby                                                  |
|  |                                                                   |

|  | parmawallaby     |
|  |                  |
|  | aalstreepwallaby |
|  |                  |

|  | tammarwallaby |
|  |               |
|  | zandwallaby   |
|  |               |

|  | witwangwallaby                                                    |
|  |                                                                   |
|  | \| \| parmawallaby \| \| \| \| \| \| aalstreepwallaby \| \| \| \| |
|  |                                                                   |
|  | parmawallaby                                                      |
|  |                                                                   |
|  | aalstreepwallaby                                                  |
|  |                                                                   |

|  | parmawallaby     |
|  |                  |
|  | aalstreepwallaby |
|  |                  |

|  | tammarwallaby |
|  |               |
|  | zandwallaby   |
|  |               |

|  | witwangwallaby                                                    |
|  |                                                                   |
|  | \| \| parmawallaby \| \| \| \| \| \| aalstreepwallaby \| \| \| \| |
|  |                                                                   |
|  | parmawallaby                                                      |
|  |                                                                   |
|  | aalstreepwallaby                                                  |
|  |                                                                   |

|  | parmawallaby     |
|  |                  |
|  | aalstreepwallaby |
|  |                  |

|  | tammarwallaby |
|  |               |
|  | zandwallaby   |
|  |               |

|  | witwangwallaby                                                    |
|  |                                                                   |
|  | \| \| parmawallaby \| \| \| \| \| \| aalstreepwallaby \| \| \| \| |
|  |                                                                   |
|  | parmawallaby                                                      |
|  |                                                                   |
|  | aalstreepwallaby                                                  |
|  |                                                                   |

|  | parmawallaby     |
|  |                  |
|  | aalstreepwallaby |
|  |                  |

|  | †oostelijke Irmawallaby |
|  |                         |
|  | Irmawallaby             |
|  |                         |

|  | tammarwallaby |
|  |               |
|  | zandwallaby   |
|  |               |

|  | witwangwallaby                                                    |
|  |                                                                   |
|  | \| \| parmawallaby \| \| \| \| \| \| aalstreepwallaby \| \| \| \| |
|  |                                                                   |
|  | parmawallaby                                                      |
|  |                                                                   |
|  | aalstreepwallaby                                                  |
|  |                                                                   |

|  | parmawallaby     |
|  |                  |
|  | aalstreepwallaby |
|  |                  |

|  | tammarwallaby |
|  |               |
|  | zandwallaby   |
|  |               |

|  | witwangwallaby                                                    |
|  |                                                                   |
|  | \| \| parmawallaby \| \| \| \| \| \| aalstreepwallaby \| \| \| \| |
|  |                                                                   |
|  | parmawallaby                                                      |
|  |                                                                   |
|  | aalstreepwallaby                                                  |
|  |                                                                   |

|  | parmawallaby     |
|  |                  |
|  | aalstreepwallaby |
|  |                  |

|  | tammarwallaby |
|  |               |
|  | zandwallaby   |
|  |               |

|  | witwangwallaby                                                    |
|  |                                                                   |
|  | \| \| parmawallaby \| \| \| \| \| \| aalstreepwallaby \| \| \| \| |
|  |                                                                   |
|  | parmawallaby                                                      |
|  |                                                                   |
|  | aalstreepwallaby                                                  |
|  |                                                                   |

|  | parmawallaby     |
|  |                  |
|  | aalstreepwallaby |
|  |                  |

|  | tammarwallaby |
|  |               |
|  | zandwallaby   |
|  |               |

|  | witwangwallaby                                                    |
|  |                                                                   |
|  | \| \| parmawallaby \| \| \| \| \| \| aalstreepwallaby \| \| \| \| |
|  |                                                                   |
|  | parmawallaby                                                      |
|  |                                                                   |
|  | aalstreepwallaby                                                  |
|  |                                                                   |

|  | parmawallaby     |
|  |                  |
|  | aalstreepwallaby |
|  |                  |

|  | †oostelijke Irmawallaby |
|  |                         |
|  | Irmawallaby             |
|  |                         |

|  | tammarwallaby |
|  |               |
|  | zandwallaby   |
|  |               |

|  | witwangwallaby                                                    |
|  |                                                                   |
|  | \| \| parmawallaby \| \| \| \| \| \| aalstreepwallaby \| \| \| \| |
|  |                                                                   |
|  | parmawallaby                                                      |
|  |                                                                   |
|  | aalstreepwallaby                                                  |
|  |                                                                   |

|  | parmawallaby     |
|  |                  |
|  | aalstreepwallaby |
|  |                  |

|  | tammarwallaby |
|  |               |
|  | zandwallaby   |
|  |               |

|  | witwangwallaby                                                    |
|  |                                                                   |
|  | \| \| parmawallaby \| \| \| \| \| \| aalstreepwallaby \| \| \| \| |
|  |                                                                   |
|  | parmawallaby                                                      |
|  |                                                                   |
|  | aalstreepwallaby                                                  |
|  |                                                                   |

|  | parmawallaby     |
|  |                  |
|  | aalstreepwallaby |
|  |                  |

|  | tammarwallaby |
|  |               |
|  | zandwallaby   |
|  |               |

|  | witwangwallaby                                                    |
|  |                                                                   |
|  | \| \| parmawallaby \| \| \| \| \| \| aalstreepwallaby \| \| \| \| |
|  |                                                                   |
|  | parmawallaby                                                      |
|  |                                                                   |
|  | aalstreepwallaby                                                  |
|  |                                                                   |

|  | parmawallaby     |
|  |                  |
|  | aalstreepwallaby |
|  |                  |

|  | tammarwallaby |
|  |               |
|  | zandwallaby   |
|  |               |

|  | witwangwallaby                                                    |
|  |                                                                   |
|  | \| \| parmawallaby \| \| \| \| \| \| aalstreepwallaby \| \| \| \| |
|  |                                                                   |
|  | parmawallaby                                                      |
|  |                                                                   |
|  | aalstreepwallaby                                                  |
|  |                                                                   |

|  | parmawallaby     |
|  |                  |
|  | aalstreepwallaby |
|  |                  |

|  | †oostelijke Irmawallaby |
|  |                         |
|  | Irmawallaby             |
|  |                         |

|  | tammarwallaby |
|  |               |
|  | zandwallaby   |
|  |               |

|  | witwangwallaby                                                    |
|  |                                                                   |
|  | \| \| parmawallaby \| \| \| \| \| \| aalstreepwallaby \| \| \| \| |
|  |                                                                   |
|  | parmawallaby                                                      |
|  |                                                                   |
|  | aalstreepwallaby                                                  |
|  |                                                                   |

|  | parmawallaby     |
|  |                  |
|  | aalstreepwallaby |
|  |                  |

|  | tammarwallaby |
|  |               |
|  | zandwallaby   |
|  |               |

|  | witwangwallaby                                                    |
|  |                                                                   |
|  | \| \| parmawallaby \| \| \| \| \| \| aalstreepwallaby \| \| \| \| |
|  |                                                                   |
|  | parmawallaby                                                      |
|  |                                                                   |
|  | aalstreepwallaby                                                  |
|  |                                                                   |

|  | parmawallaby     |
|  |                  |
|  | aalstreepwallaby |
|  |                  |

|  | tammarwallaby |
|  |               |
|  | zandwallaby   |
|  |               |

|  | witwangwallaby                                                    |
|  |                                                                   |
|  | \| \| parmawallaby \| \| \| \| \| \| aalstreepwallaby \| \| \| \| |
|  |                                                                   |
|  | parmawallaby                                                      |
|  |                                                                   |
|  | aalstreepwallaby                                                  |
|  |                                                                   |

|  | parmawallaby     |
|  |                  |
|  | aalstreepwallaby |
|  |                  |

|  | tammarwallaby |
|  |               |
|  | zandwallaby   |
|  |               |

|  | witwangwallaby                                                    |
|  |                                                                   |
|  | \| \| parmawallaby \| \| \| \| \| \| aalstreepwallaby \| \| \| \| |
|  |                                                                   |
|  | parmawallaby                                                      |
|  |                                                                   |
|  | aalstreepwallaby                                                  |
|  |                                                                   |

|  | parmawallaby     |
|  |                  |
|  | aalstreepwallaby |
|  |                  |

|  | †oostelijke Irmawallaby |
|  |                         |
|  | Irmawallaby             |
|  |                         |

|  | tammarwallaby |
|  |               |
|  | zandwallaby   |
|  |               |

|  | witwangwallaby                                                    |
|  |                                                                   |
|  | \| \| parmawallaby \| \| \| \| \| \| aalstreepwallaby \| \| \| \| |
|  |                                                                   |
|  | parmawallaby                                                      |
|  |                                                                   |
|  | aalstreepwallaby                                                  |
|  |                                                                   |

|  | parmawallaby     |
|  |                  |
|  | aalstreepwallaby |
|  |                  |

|  | tammarwallaby |
|  |               |
|  | zandwallaby   |
|  |               |

|  | witwangwallaby                                                    |
|  |                                                                   |
|  | \| \| parmawallaby \| \| \| \| \| \| aalstreepwallaby \| \| \| \| |
|  |                                                                   |
|  | parmawallaby                                                      |
|  |                                                                   |
|  | aalstreepwallaby                                                  |
|  |                                                                   |

|  | parmawallaby     |
|  |                  |
|  | aalstreepwallaby |
|  |                  |

|  | tammarwallaby |
|  |               |
|  | zandwallaby   |
|  |               |

|  | witwangwallaby                                                    |
|  |                                                                   |
|  | \| \| parmawallaby \| \| \| \| \| \| aalstreepwallaby \| \| \| \| |
|  |                                                                   |
|  | parmawallaby                                                      |
|  |                                                                   |
|  | aalstreepwallaby                                                  |
|  |                                                                   |

|  | parmawallaby     |
|  |                  |
|  | aalstreepwallaby |
|  |                  |

|  | tammarwallaby |
|  |               |
|  | zandwallaby   |
|  |               |

|  | witwangwallaby                                                    |
|  |                                                                   |
|  | \| \| parmawallaby \| \| \| \| \| \| aalstreepwallaby \| \| \| \| |
|  |                                                                   |
|  | parmawallaby                                                      |
|  |                                                                   |
|  | aalstreepwallaby                                                  |
|  |                                                                   |

|  | parmawallaby     |
|  |                  |
|  | aalstreepwallaby |
|  |                  |

Deze wallaby is zo genoemd vanwege zijn karakteristieke moerassige geur. De soortnaam bicolor komt van de uitgesproken kleurverdeling van de vacht, met een donkerbruin tot zwart gebied op de rug en lichtgeel tot oranjebruin op de borst.

## Beschrijving

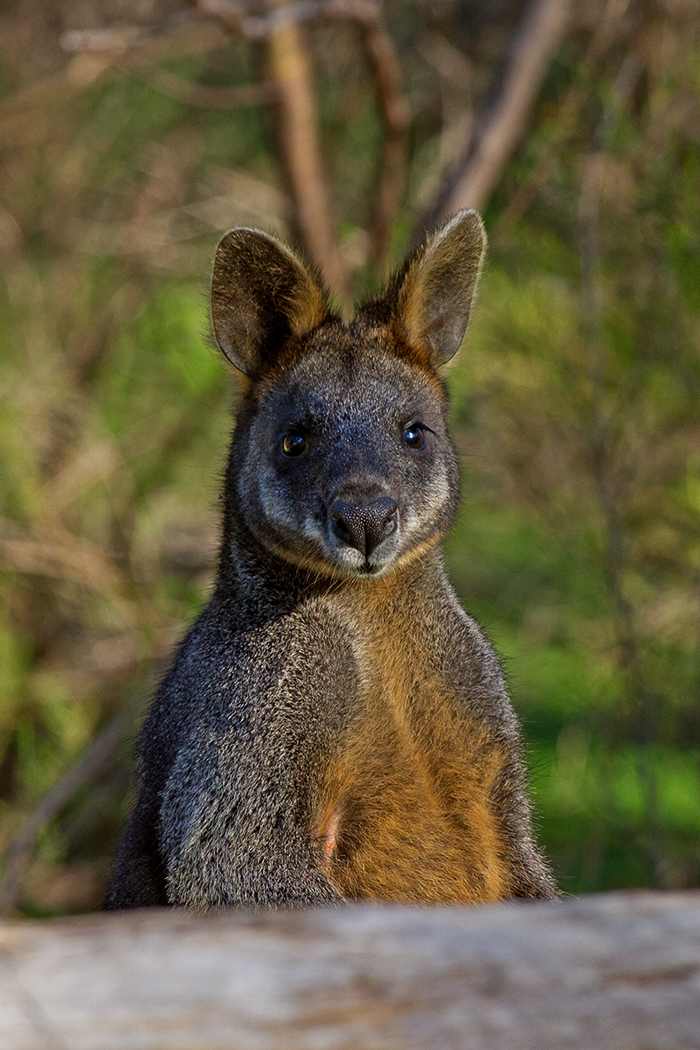
Kop

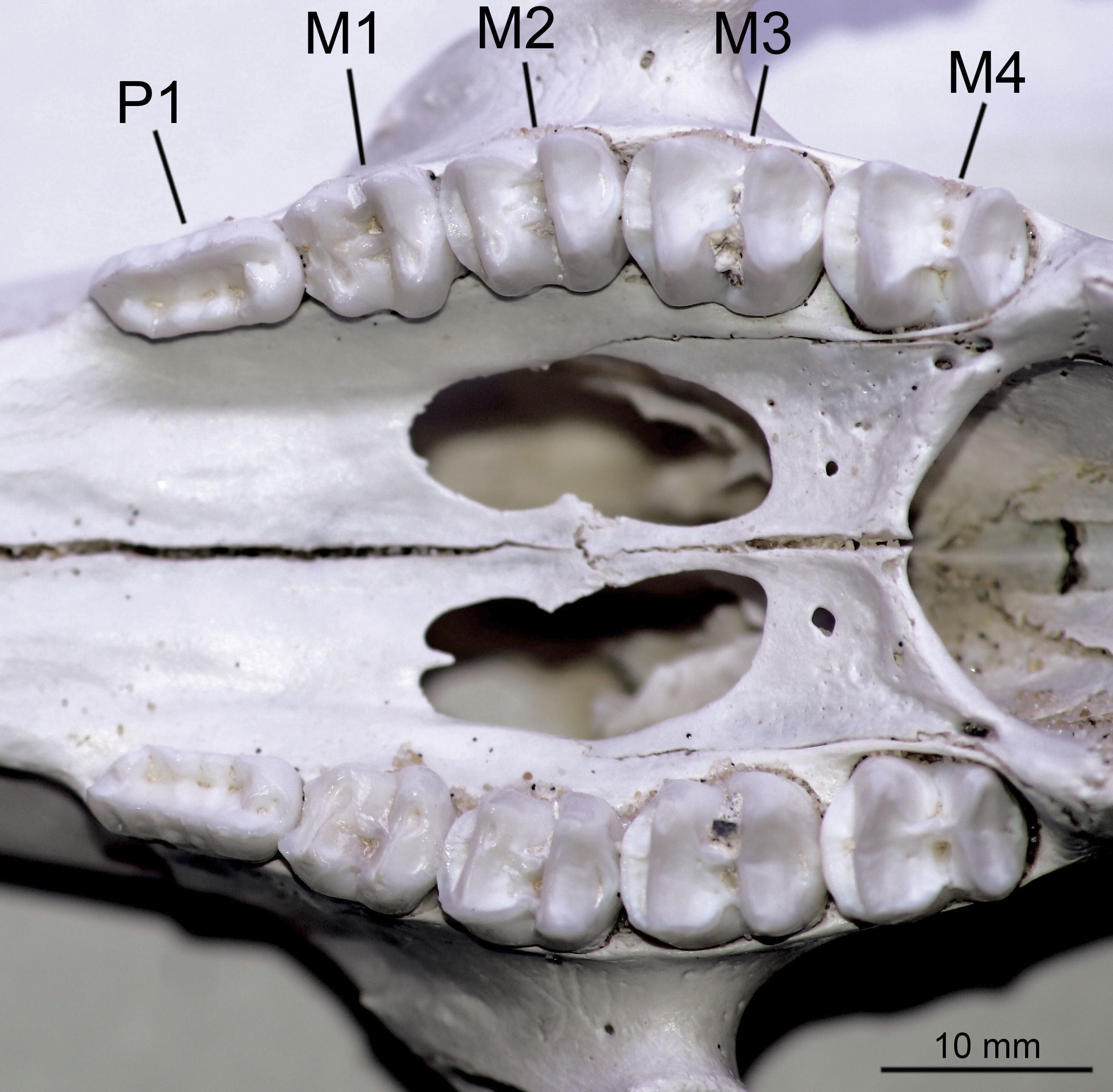
Kiezen in de bovenkaak

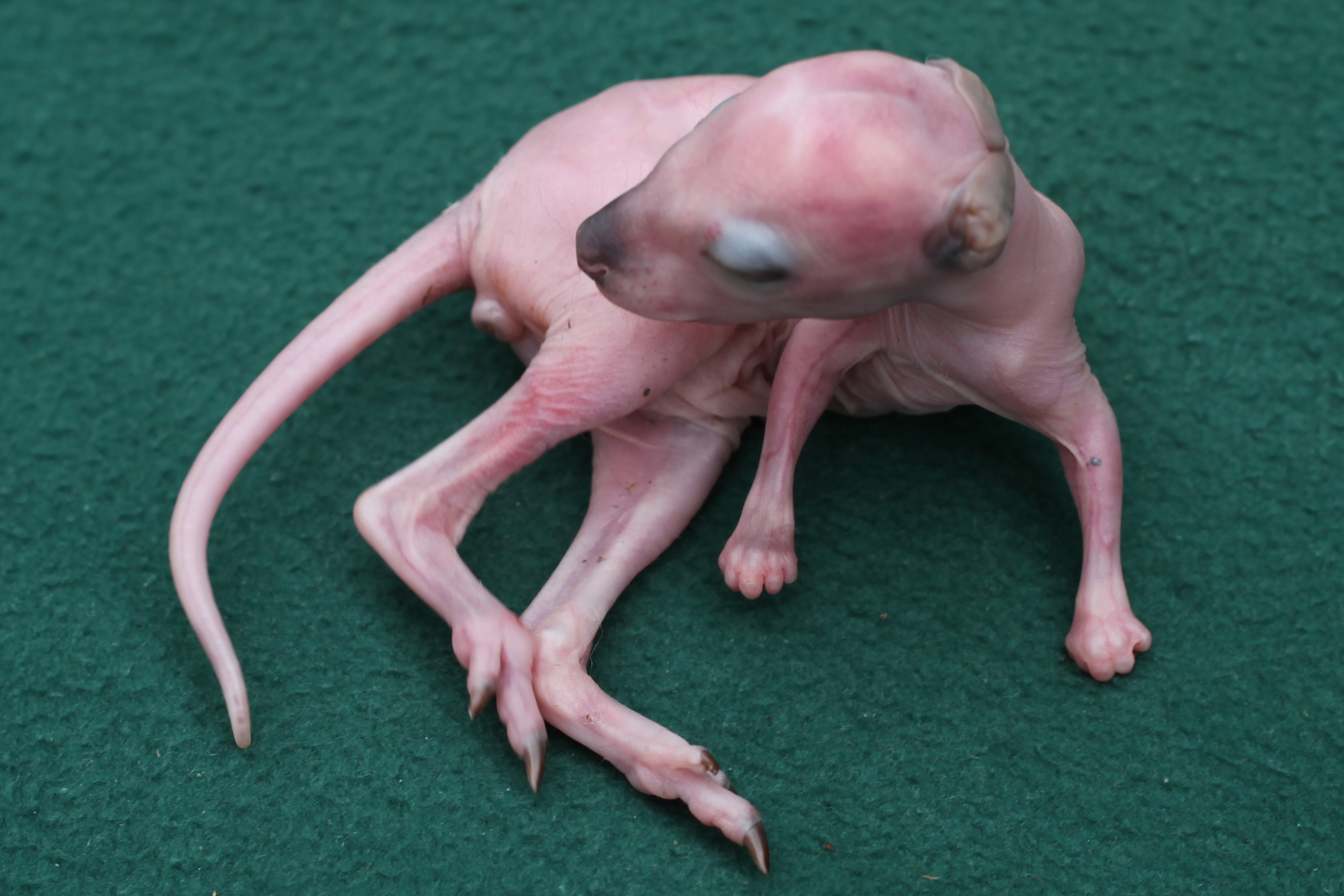
Buideljong

De moeraswallaby is een kleine kangoeroesoort met een bruinig grijze vacht die donkerbruin is op rug en geel tot oranjebruin op de borst. Zijn gezicht is donker, meestal met een lichtgekleurde streep over de wang. De uiteinden van de poten hebben een donkerdere kleur, behalve de punt van de staart, die vaak wit is. De moeraswallaby valt op omdat hij een ander geslachtschromosoomsysteem heeft dan de meeste andere zoogdieren. Vrouwtjes hebben 10 chromosomen, waarvan twee X-chromosomen zijn, net als alle andere zoogdieren. Maar de mannetjes hebben er 11, één X-chromosoom en twee verschillende Y-chromosomen, Y1 en Y2 (♀2n= 10;♂2n=11). Zowel de vrouwtjes als de mannetjes van alle soorten van het nauw verwante geslacht Notamacropus hebben acht paar homologe chromosomen (2n=16). De moeraswallaby is een van slechts vier zoogdieren waarvan bekend is dat mannetjes 2 verschillende Y-chromosomen hebben naast een ander buideldier (de langneuspotoroe) en twee placentadieren (de bosspitsmuis en de kleine Egyptische renmuis).

## Gedrag
De moeraswallaby is een solitair nachtdier. Hij loopt, anders dan andere kangoeroes, met de kop omlaag en de staart naar achteren.

### Voortplanting
De moeraswallaby kan zich voortplanten vanaf een leeftijd tussen 15 en 18 maanden en kan het hele jaar door paren. Er wordt een enkel, onderontwikkeld jong geboren na een draagtijd van 33 tot 38 dagen. Het jong groeit verder tijdens zijn verblijf van 8 tot 9 maanden in de buidel en blijft ook daarna nog zogen tot een leeftijd van ongeveer 15 maanden. Bij de moeraswallaby wordt de groei van het embryo uitgesteld totdat er weer plaats is in de buidel omdat het voorgaande jong de buidel heeft verlaten. Dit maakt dat moeraswallaby-vrouwtjes tegelijkertijd zowel een embryo als een foetus kan dragen en een jong buiten de buidel kan zogen. De moeraswallaby ovuleert, paart, wordt zwanger en vormt een tot twee dagen voor de geboorte van hun voldragen foetus een nieuw embryo. Bijgevolg zijn vrouwtjes continu zwanger gedurende hun volwassen leven.

## Ecologie

### Voedsel
De moeraswallaby is typisch een solitair dier, maar verzamelt zich tijdens het eten vaak in groepen. Het eet een breed scala aan voedselplanten, afhankelijk van beschikbaarheid, waaronder struiken, graslandplanten, landbouwgewassen en inheemse en exotische vegetatie. Het lijkt een verscheidenheid aan planten te kunnen verdragen die giftig zijn voor veel andere dieren, waaronder adelaarsvaren, hemlockspar en Lantana. Het ideale dieet lijkt te bestaan uit het bladeren door struiken en struiken, in plaats van te grazen op grassen. Dit is ongebruikelijk bij wallaby's en andere kangoeroes, die doorgaans de voorkeur geven aan grazen alleen. De tandstructuur weerspiegelt deze voorkeur voor blad, waarbij de vorm van de kiezen verschilt van die van andere wallaby's. De vierde valse kies wordt gedurende het hele leven vastgehouden en is gevormd om door grof plantmateriaal te snijden. Er zijn aanwijzingen dat de moeraswallaby een opportunist is die profiteert van voedselbronnen wanneer deze beschikbaar komen, zoals paddenstoelen, schors en algen. In de ontlasting zijn sporen aangetroffen van verschillende soorten ondergrondse paddenstoelen en mogelijk speelt de moeraswallaby een cruciale rol bij de verspreiding van deze paddenstoelsoorten (vergelijkbaar aan de relatie tussen truffels en wilde zwijnen in Europa). Er is ook één geval gemeld van de consumptie van aas.

### Roofdieren
Dingo's hebben in noordoostelijk New South Wales een sterke voorkeur om te jagen op moeraswallaby's, en deze worden vaker gegeten dan verwacht wordt op basis van de beschikbaarheid van verschillende geschikte prooisoorten. Wanneer de populatie van moeraswallaby's kleiner wordt en voldoende exemplaren van andere kangoeroesoorten beschikbaar zijn, schakelen de dingo's toch niet over naar die andere soorten. Op één locatie verstoorde deze predatie de voortplantingscyclus omdat bij achtervolgingen de moeder soms het jong uit de buidel gooit om te overleven, en vervolgens veel sneller dan anders het al aanwezige embryo geboren wordt om de opengevallen plaats van het verloren buideljong in te nemen.

## Verspreiding
De moeraswallabyleeft in dicht kreupelhout in bossen en bossen, of schuilt overdag in dik gras of varens, en komt 's nachts tevoorschijn om zich te voeden. De soort komt voor van de noordelijkste delen van het Kaap York-schiereiland in Queensland, langs de hele oostkust en in het zuidwesten van Victoria en in grote delen van New South Wales. Het dier werd vroeger overal in het zuidoosten van Zuid-Australië gevonden, maar was zeldzaam geworden in die regio. Rond 1875 waren de moeraswallabypopulaties beperkt tot het oosten van Victoria, inclusief de bergketens rond Melbourne, de Otway Ranges en het Portland District in het zuidwesten van Victoria, en een klein deel van het zuidoosten van Zuid-Australië. De populatie kromp verder door de intense jacht ten behoeve van de bonthandel tot de jaren dertig van de vorige eeuw. Aan het einde van de jaren zeventig begonnen wallaby's zich echter te verspreiden naar drogere gebieden snel na de introductie van Europese konijnenvlooien als vectoren van myxomatose. Moeraswallaby's hebben hun verspreiding in het westen van Victoria en het zuidoosten van Zuid-Australië de afgelopen 40 jaar drastisch uitgebreid. In de negentiende eeuw is de moeraswallaby uitgezet in Nieuw-Zeeland op Rangitoto Island nabij Rotorua en Waimate op het Noordereiland. Op Rangitoto Island is de soort inmiddels uitgestorven door bestrijdingsmaatregelen.